# Zygmunt Kamiński

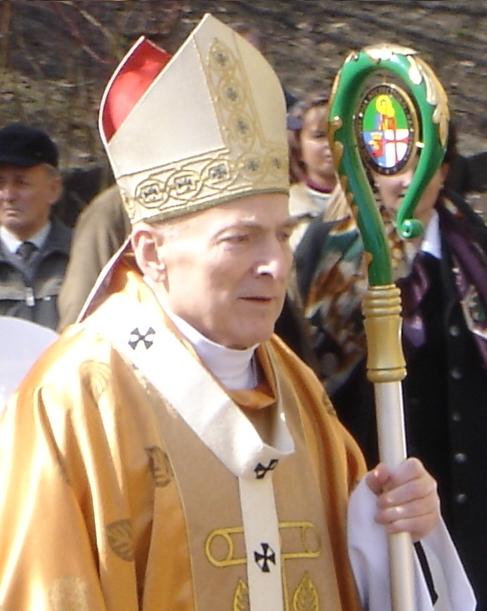
Erzbischof Zygmunt Kamiński (2006)

Zygmunt Kamiński (* 22. Februar 1933 in Wzgórze-Bełżyce bei Lublin, Polen; † 1. Mai 2010 in Stettin, Polen) war Erzbischof von Stettin-Cammin.

## Leben
Nach dem Studium der Katholischen Theologie am Diözesanseminar empfing Zygmunt Kamiński am 22. Dezember 1956 das Sakrament der Priesterweihe und wurde durch Bischof Piotr Kałwa in das Erzbistum Lublin inkardiniert. Er war anschließend Kaplan in Piaski (1957–1959). Zwischen 1959 und 1961 studierte er an der Fakultät für Kirchenrecht an der Katholischen Universität Lublin, wo er auch 1971 promoviert wurde. Pfarrer war er in der Pfarrei des Allerheiligsten Herzens Jesu in Lublin (1961–1963) und in St. Theresia in Lublin (1963–1966). 1966 wurde er in der Lubliner Kirchenverwaltung als Notar, Sekretär für die Jugendarbeit und Katechese tätig. 1975 wurde er Direktor der Hauptabteilung Pastoral des Bistums.
Papst Paul VI. ernannte ihn am 28. Oktober 1975 zum Titularbischof von Midica und bestellte ihn zum Weihbischof in Lublin. Die Bischofsweihe spendete ihm der Lubliner Erzbischof Bolesław Pylak am 30. November desselben Jahres. Mitkonsekratoren waren die Bischöfe Jan Mazur, Józef Drzazga, Jan Gurda und Marian Jozef Rechowicz. Zwischen 1975 und 1984 war er auch Generalvikar, Dekan des Domkapitels von Lublin, Dozent für Kirchenrecht am Priesterseminar und der Theologischen Fakultät der Katholischen Universität Lublin. Als Bischof war er in den Jahren 1976 bis 1984 auch Pfarrer der Domgemeinde in Lublin.
Am 10. Januar 1984 berief ihn Papst Johannes Paul II. zum Koadjutorbischof im Bistum Płock, wo er nach dem Tod des dortigen Diözesanbischofs Bogdan Marian Sikorski am 4. Februar 1988 dessen Nachfolge als residierender Bischof antrat. Am 1. Mai 1999 berief ihn Johannes Paul II. zum Erzbischof von Stettin-Cammin und damit zum Metropoliten der gleichnamigen Kirchenprovinz. Die offizielle Amtseinführung (Inthronisation) in Stettin fand am 23. Mai desselben Jahres statt.
In der polnischen Bischofskonferenz hatte er verschiedene Ämter inne; er war Vorsitzender des Ausschusses zur Regelung der Beziehungen von Staat und Kirche, Mitglied der gemeinsamen Kommission des polnischen Episkopats und der Regierung, Mitglied des Wirtschaftsrates der polnischen Bischofskonferenz und Vizepräsident der Vereinigung „Wspólnota Polska“. Des Weiteren war Kamiński Vorsitzender des Rechtsausschusses der polnischen Bischofskonferenz.
Am 21. Februar 2009 nahm Papst Benedikt XVI. Kamińskis aus Altersgründen vorgebrachtes Rücktrittsgesuch an. Bis zur offiziellen Amtseinführung seines Nachfolgers Andrzej Dzięga leitete er das Erzbistum Stettin-Cammin als Apostolischer Administrator weiter.
Er wurde am 24. Oktober 2009 mit der Ehrendoktorwürde der Universität Stettin geehrt.